# Dalhousie, Indien
Dalhousie är en ort i Indien.   Den ligger i distriktet Chamba och delstaten Himachal Pradesh, i den norra delen av landet, 500 km norr om huvudstaden New Delhi. Dalhousie ligger 1 697 meter över havet och antalet invånare är 7 601.
Terrängen runt Dalhousie är varierad. Runt Dalhousie är det tätbefolkat, med 266 invånare per kvadratkilometer. Närmaste större samhälle är Chamba, 16,8 km öster om Dalhousie. I omgivningarna runt Dalhousie växer i huvudsak blandskog.